# سد رامبکان اویا
سد رامبکان اویا (به لاتین: Rambakan Oya Dam) یک سد خاکی در سری‌لانکا است که در Maha Oya, Ampara واقع شده‌است.